# Витовский, Дмитрий Дмитриевич
Дми́трий Дми́триевич Вито́вский (8 ноября 1887, село Медуха, Королевство Галиции и Лодомерии — 2 августа 1919, под Ратибором, Силезия; ныне — Силезское воеводство), псевдоним Гнат Буряк — украинский политик, сотник Легиона Украинских Сечевых Стрельцов, полковник Украинской Галицкой Армии, Государственный секретарь Военных Дел Западно-Украинской Народной Республики.

## Биография
Родился 6 ноября 1887 года в крестьянской семье в селе Медуха Станиславского уезда, выпускник Станиславовской гимназии и юридического факультета Львовского университета.
Член Главной Управы Украинской радикальной партии, организатор «Сечи», председатель драгомановской тайной организации, один из активных руководителей студенческой молодежи. Принимал участие в борьбе за создание украинского университета, разработал план освобождения из тюрьмы Мирослава Сичинского, совершившего покушение на наместника Галиции Анджея Потоцкого. За активную политическую деятельность был осуждён и лишён старшинского степеня австро-венгерской армии, который получил в 1908 году.
В легионе УСС, куда был переведен из австрийской армии, находился с августа 1914 года, командир одной из сотен полукуреня Степана Шухевича. В октябре 1914 сотню Витовского подчинили генералу Леману, командиру восьмой конной дивизии, которая принимала участие в октябрьском наступлении австро-венгерских войск в Галиции, наступала в направлении с Ужка до Старого Самбора. По словам самого Витовского, это взаимодействие с кавалерией было не слишком удачным: «Трудно догнать её, да ещё и нами как единственной пехотной частью закрывали все дыры». Сотня Витовского была переброшена из Чинадиево в Закарпатье, где проходил сбор после возвращения разведывательных групп из-за линии фронта, к Чонтонжа в Закарпатье, оттуда добиралась пешим маршем через Ужок, Сянки за конной дивизией в Турку. Из Турки была направлена в Турье через Исаи. В селе Исаи планы командования изменились и она получила новый приказ через Свидник добраться до Старого Кропивника, в боях с отступающими подразделениями российской армии вышла из высокогорий Карпат и дошла до Нагуевичей, где сотня чуть было не попала в окружение российских войск через нескоординированность действий австрийских войск с сотней. Как пишет Витовский, «боевая линия отступила в 12:30 по полудню, не сообщив нам об этом. Мы сами остались, ожидая сообщение с боевой линии». Под покровом сумерек сотня незаметно отступила на линию Ясеница-Сольная.
Был идеологом и одним из неформальных лидеров УСС, инициатором стрелкового фонда. В 1916—1917 гг. вместе с ротными Николаем Саевичем и М. Гаврилюком организовывал украинских школьников на Волыни, а в 1918 — на Подолье. В период гетманщины Скоропадского некоторое время был комендантом Жмеринки, где последовательно проводил организационную деятельность по созданию украинских государственных органов власти.
Один из руководителей Ноябрьского восстания 1918 года во Львове, командир вооруженных сил ЗУНР, позже — государственный секретарь по военным делам ЗУНР, член Украинского Национального Совета от Украинской радикальной партии. В мае 1919 года — член делегации на мирной конференции в Париже, которая по поручению Государственного секретариата должна добиваться прекращения агрессии Польского государства против ЗУНР.
Возвращаясь на Украину, погиб в авиакатастрофе под Ратибором (Силезия). До недавнего времени считалось, что он погиб 4 августа 1919 года, однако киевский историк Павел Гай-Нижник на основании ранее неизвестных документов установил, что Дмитрий Витовский погиб 2 августа. Первый государственный секретарь военных дел ЗУНР был похоронен в Берлине 14 августа 1919 на кладбище Гугенотов.
25 августа 1928 г. останки были перезахоронены на кладбище Ст. Гедвигс-Фридгоф на Лизенштрассе. На траурном мероприятии, кроме представителей украинской общины Берлина, присутствовали украинские депутаты польского Сейма, которые в это время принимали участие в работе съезда Межпарламентского Союза — организации, в которую входили парламенты большинства государств мира: Дм. Левицкий (глава делегации), Блажкевич, А. Вислоцкий, В. Кохан, В. Кузык, А. Луцкий, А. Максимович, Дм. Палий, Милена Рудницкая, В. Целевич (все от партии УНДО), а также полковник Евгений Коновалец (в то время председатель ОУН), который над могилой сделал выступление.
1 ноября 2002 года прах Дмитрия Витовского был торжественно перезахоронен на Лычаковском кладбище города Львова; перезахоронением занимался Ференцевич Юрий.

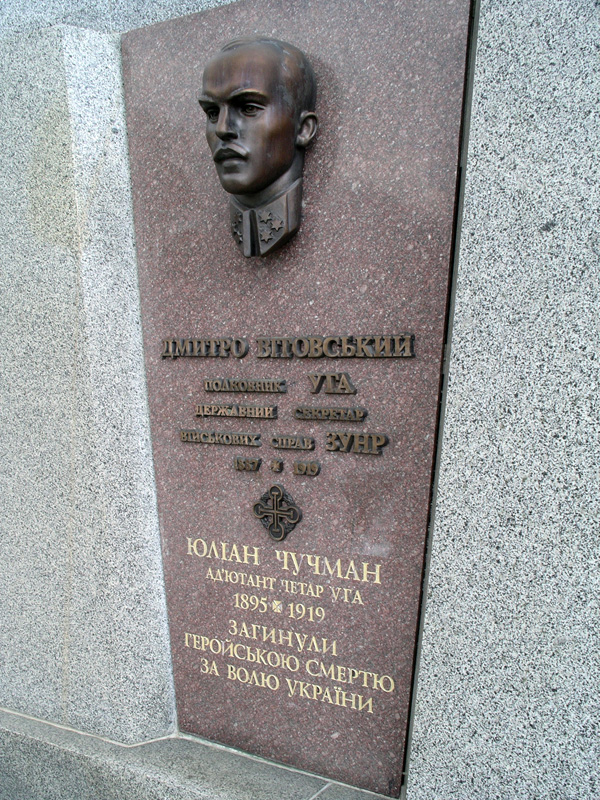
Надгробная плита на могиле Дмитрия Витовского на Лычаковском кладбище во Львове

Издавал официальную газету украинских сечевых стрельцов «Пути». Имея некоторый писательский талант, выступал под псевдонимом Гнат Буряк.
Сын — Дмитрий Витовский-младший — деятель Организации украинских националистов, в 1941 году незадолго до начала Великой Отечественной войны переехал во Львов, после его оккупации добровольно ушёл на службу к немцам, в 1943 году возглавил Военно-полевую жандармерию Украинской повстанческой армии. В 1946 году арестован советскими внутренними войсками, за измену Родине и за контрреволюционную деятельность расстрелян через год.

## Память
- Именем Дмитрия Витовского названа одна из улицы в г. Львов (бывшая Дзержинского).Ивано-Франковска, Калуше, Яремче, Долине.
- Установлены памятники: в поселке Брошнев-Осада (2003), селе Подгородье возле Рогатина и в родном селе Медухе (все — Ивано-Франковская область).